# Tetracanthella czernovae
Tetracanthella czernovae är en urinsektsart som beskrevs av Kutyreva 1980. Tetracanthella czernovae ingår i släktet Tetracanthella och familjen Isotomidae. Inga underarter finns listade i Catalogue of Life.